# UltraStar WorldParty
UltraStar WorldParty es un videojuego de karaoke para PC, creado por la comunidad UltraStar España
Este juego es gratuito, de código abierto, similar al SingStar, en el que permite jugar solo o hasta 6 jugadores, debiendo imitar el mismo tono de voz y sincronización que las canciones del artista. 
Las canciones pueden descargarse desde el sitio web oficial de UltraStar España o desde otras comunidades que hay alrededor de internet. 
Ultrastar WorldParty está traducido a 30 idiomas diferentes.
Se puede jugar con los micrófonos de PlayStation2, PlayStation3 o cualquier micrófono compatible que pueda detectar el PC, incluyendo micrófonos virtualizados usando el teléfono móvil.

## Reseña
Aunque el juego tiene similitudes con Singstar, Ultrastar WorldParty no trata de ser un clon del juego original. Creado a partir de la antigua versión Ultrastar Deluxe 1.1, Ultrastar WorldParty ofrece varios modos de juego:
- Canta solo o acompañado, para poder jugar canciones de una sola voz, o canciones en duetos / o varios cantantes, en el que si la canción ha sido adaptada al juego, permitirá al jugador cantar diferentes partes de la canción. También existe la posibilidad de cantar solo el estribillo. Una vez finalizada la canción, el juego registrará la puntuación del jugador desde 0 hasta los 10.000 puntos. La puntuación podrá guardarse de manera local o subirla al servidor de UltraStar España para competir con otros jugadores.
-Modo fiesta: Diseñado para cantar un mínimo de 2 jugadores, permite que el jugador elija su canción libremente o que el programa decida, incluye varios modos de juego en el que se puede personalizar las rondas como, cantar a ciegas, duelo, extremo, hasta los X puntos, mantener la línea, sordo, sin letra...
-Reproductor de canciones, este modo de juego no puntúa al jugador y permite encadenar videos uno detrás de otro pudiendo incluso a ocultar la letra.
Ultrastar WorldParty es personalizable, pudiendo cambiar su aspecto entre diferentes temas y pieles, como realizar diferentes ajustes de la configuración del juego.

## Historia
Ultrastar WorldParty, ha pasado por varios nombres y versiones hasta el día de hoy.
El proyecto Ultrastar WorldParty comienza en el año 19 de septiembre del 2009 con el nombre UltraStar Concursos desarrollado por Ultrastar España, siendo un mod del videojuego Ultrastar Deluxe 1.01 en el que permite enviar puntuaciones a su propia web, para compartirlas con el resto de usuarios.
Ese mismo mes, el 30 de septiembre de 2009, Ultrastar España, lanza la actualización UltraStar Concursos 1.1 basada también en el Ultrastar Deluxe 1.1
Después, el equipo de la web decide cambiar el nombre de UltraStar Concursos en el que mediante una encuesta se termina llamando UltraStar Deluxe WorldParty.
Años más tarde, el 8 de octubre del 2011, lanzan una nueva versión con el nuevo nombre UltraStar Deluxe WorldParty 11.10
Posteriormente el 22 de julio del 2012  se publica la versión UltraStar Deluxe WorldParty 12.07
El 30 de junio del 2013 el equipo de UltraStar España decide hacer un renovado completo del juego tanto en interfaz como en nuevas funciones, que no sería publicado hasta el 22 de noviembre del 2018 bajo el nombre de UltraStar Deluxe WorldParty 18.11
Debido a los grandes cambios y discrepancias con UltraStar Deluxe, el 7 de diciembre del 2019, el equipo de UltraStar España lanza una nueva versión 19.12 corrigiendo los errores de la anterior y cambiando su nombre a UltraStar WorldParty dejando de ser el mod de UltraStar Deluxe para convertirse en un fork. 
El 31 de diciembre del 2020 se publica la versión 20.12
El 7 de febrero del 2021 se publica la versión 21.02